# Saints Row (игра, 2006)
Saints Row — игра в жанре action, разработанная компанией Volition и изданная THQ в 2006 году для консоли Xbox 360. Версия PlayStation 3 была отменена в связи с долгой разработкой. Первая часть серии Saints Row. После выхода игру ждал коммерческий успех, а также положительные отзывы критиков, что послужило причиной для разработки продолжений: Saints Row 2, Saints Row: The Third, Saints Row IV и Saints Row: Gat out of Hell.
Действие игры разворачивается в вымышленном городе Стилуотер, смесь Детройта и Чикаго. Игра начинается с того, как неизвестный герой был втянут в войну банд. Он спасся благодаря Джулиусу Литтлу и Трою Бредшоу, которые спасли его от смерти от рук бандита из банды Вайс-Кингс. Являясь членами банды Святые с 3-й улицы, они желают положить конец продолжающейся войне группировок, ослабившей улицы города. Когда протагонисту предлагают должность в банде, он соглашается. Затем события следуют таким образом, что Святые уничтожают все банды, убивают ключевых фигур в городе, а протагонист получает контроль над городом.

## Игровой процесс
Игровой процесс схож с играми серии Grand Theft Auto. Игроку предоставляется свободный город, полный мишеней, и миссии, которые можно выполнять вразброс. В отличие от GTA персонаж не определённый, а свободно настраиваемый, то есть вы можете выбрать расу, черты лица, отредактировать внешность (возможность выбора пола протагониста появилась только со второй части) и т. д. Saints Row — это шутер от третьего лица, с элементами гонки и открытым миром. Разнообразность вооружения и транспортных средств, возможность изменять внешность и одежду, а также транспортные средства. В игре присутствует многопользовательский режим и кооператив.

## Сюжет
Действие происходит в вымышленном городе Стилуотере (англ. Stilwater, от англ. still water — «стоячая вода»), который напоминает Детройт, Чикаго. Сферы влияния здесь делят гангстерские группировки. Главный герой со своей бандой «Святые с 3-й улицы» (англ. 3rd Street Saints) начинают кровавый путь к «успеху». Он помогает Святым уничтожить группировки, но не всё идёт по их планам. Во время событий игры лейтенанты Бенджамина Кинга (лидера Вайс-Кингс) не довольны его провалами по отношению к Святым, и с их помощью он хочет их ликвидировать. Джулиус ставит Кингу условие — они помогут ему, но Вайс-Кингс покинут улицы. Чуть позднее погибает Лин — шпион «Святых» в банде «Вест-Сайд Роллерз», утонув в своей машине, захваченная в плен Уильямом Шарпом, а протагонист убивает шефа полиции — Ричарда Монро и бывшего мэра — Маршалла Уинслоу. Становится ясно, что всё то время Трой был полицейским под прикрытием. В конце игры Ричард Хьюз приглашает протагониста «поговорить и поблагодарить». Позже выясняется, что это было обманом, люди Хьюза готовятся убить главного героя, но тут же Джулиус подрывает яхту, на которой находились мэр города и протагонист. Ричард погибает, а протагонист впадает в кому. Затем, Джек Армстронг и Джейн Валдерамма дают финальный репортаж. А Джулиус и Декс переходят на сторону корпорации Ultor (компания по пошиву одежды на момент событий первой части), занявшей широкий рынок самых разных услуг, и в частности директор Ultor планирует застроить «Квартал Святых» под деловой центр, сместив оттуда организованную преступность.

## Отзывы и критика
| Сводный рейтинг       | Сводный рейтинг |
| Агрегатор             | Оценка          |
| --------------------- | --------------- |
| GameRankings          | 82,20 %         |
| Metacritic            | 81/100          |
| Иноязычные издания    |                 |
| Издание               | Оценка          |
| Edge                  | 6/10            |
| EGM                   | 7,67/10         |
| Eurogamer             | 7/10            |
| Famitsu               | 34/40           |
| Game Informer         | 8,75/10         |
| GamePro               | 4,75/5          |
| GameRevolution        | B               |
| GameSpot              | 8,3/10          |
| GameSpy               | [ 17 ]          |
| GameTrailers          | 8/10            |
| GameZone              | 8,7/10          |
| IGN                   | 8,5/10          |
| OXM                   | 8/10            |
| Detroit Free Press    | [ 22 ]          |
| The Times             | [ 23 ]          |
| Русскоязычные издания |                 |
| Издание               | Оценка          |
| «Страна игр»          | 8,5/10          |

Игра получила преимущественно положительные отзывы от критиков. Средний балл по данным агрегатора Metacritic составляет 81 из 100.